# 金鱗湖

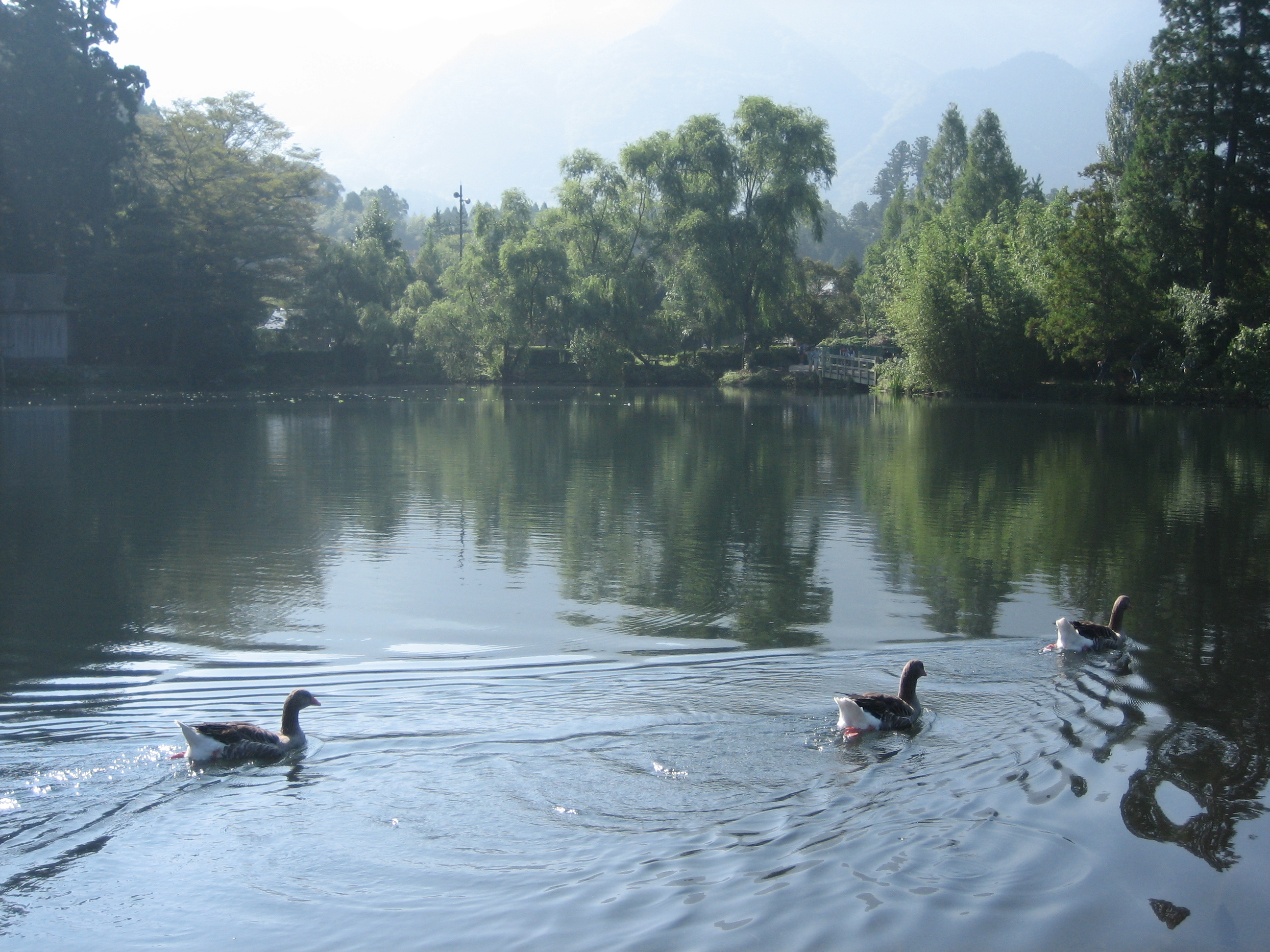
金鱗湖

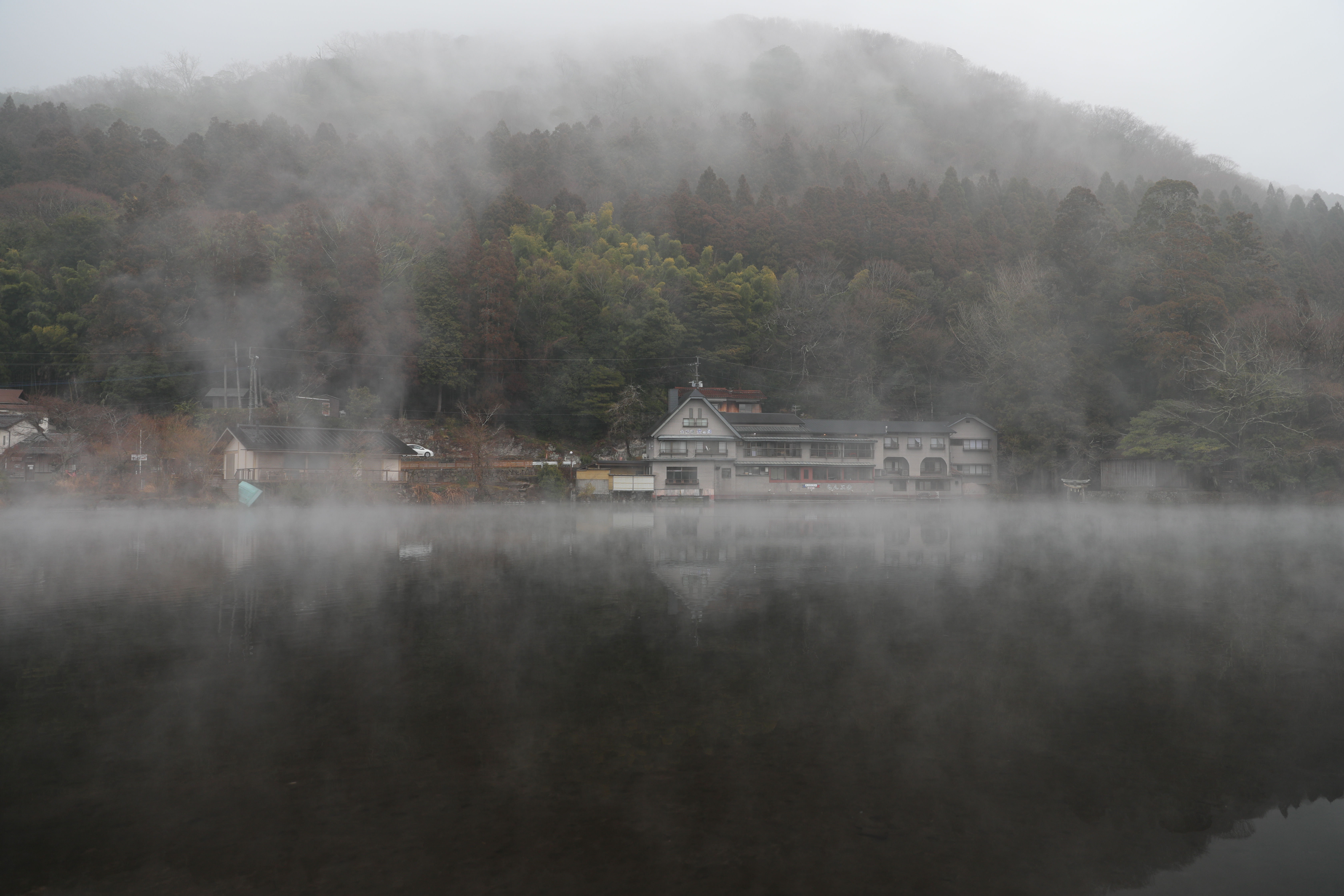
朝霧のかかった金鱗湖

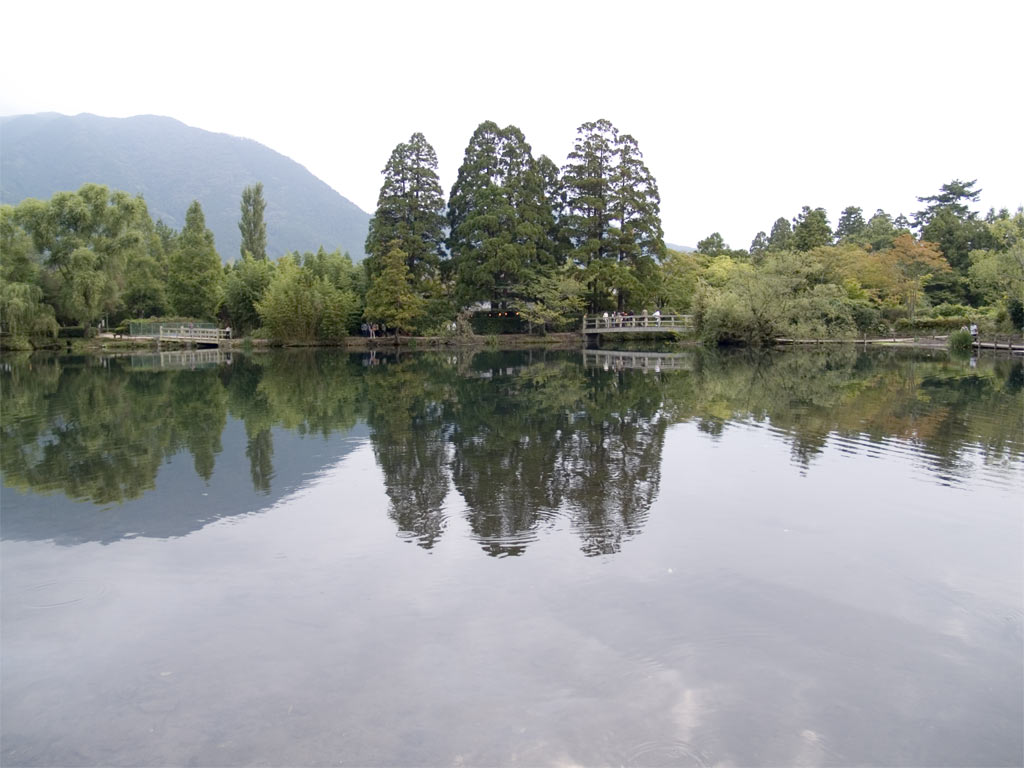
マルク・シャガールゆふいん金鱗湖美術館側からの風景

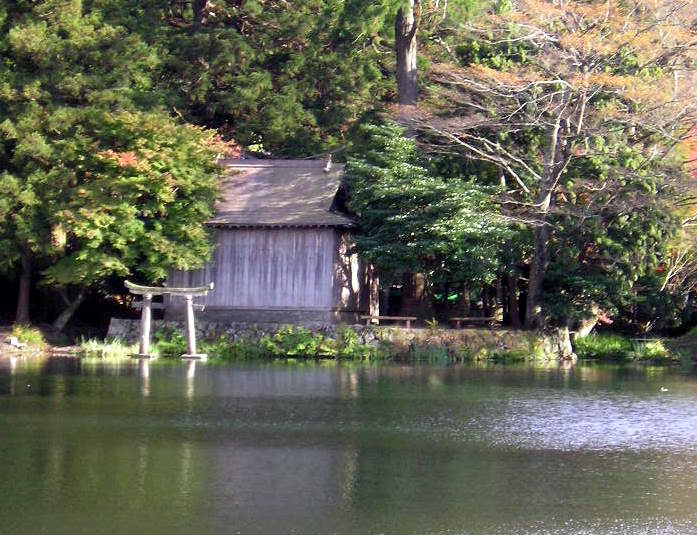
金鱗湖と湖畔の天祖神社

金鱗湖（きんりんこ）は、大分県由布市（旧湯布院町）の由布院温泉にある池である。大分川の源流のひとつであり、この池に朝霧がかかる風景は由布院温泉を代表する景観となっている。

## 概要
面積は0.8ヘクタール、周囲約400メートル、水深は約2メートル。
池底から温泉と清水が湧き出ているとともに、5つの河川が流入しており、その中には約30℃の温泉水が流れる河川もある。その温度差のために秋から冬にかけての早朝には池面から霧が立ち上る幻想的な光景が見られる。また、その霧が、由布院盆地名物の朝霧の源であるとも言われる。この景色はお盆に霧が乗ってるように見えることから「霧盆」と呼ばれ、湯布院を代表する風物となっている。
この池は、由布岳の麓にあることからかつては「岳下（たけもと）の池」、「岳ん下ん池」と呼ばれていたが、1884年（明治17年）に儒学者の毛利空桑が、魚の鱗が夕日に照らされて金色に輝くのを見て「金鱗湖」と名付けたと伝えられており、湖岸の1/4には「亀の井別荘」が接する。また、由布院盆地は古くは大きな湖であり、金鱗湖はその名残であるとの言い伝えがある。かつては数倍の広さがあったが、数度の地震による山崩れで埋没したために、現在のように狭く浅くなったとも言われる。
この池には、フナ、コイ、ハヤのほか、外来魚のティラピア、グッピー等が生息している。また、この池付近の水路には、絶滅危惧I類（環境省レッドリスト）に指定されている貝類のオンセンミズゴマツボが生息している。
JR九州久大本線由布院駅から約1.5kmのところにあり、湖畔には共同浴場の「下ん湯」（したんゆ）がある。2007年ごろから下ん湯辺りの冬の様子が、大分放送テレビの放送終了時の映像にも使われている。
民間伝承として、奇抜な格好をして耳障りな音を出して人々を悩ませていた悪漢を、賢者が仲間達と懲らしめたとする伝説が伝わっている